# ザ・サウンズ・オブ・ザ・ワールズ・ラングウィッジーズ
『The Sounds of the World's Languages』（世界の言語の音）は、ピーター・ラディフォギッドとイアン・マディソンによる1996年の書籍である。SOWLと略されることがある。本書は、自然言語の音のパターンの世界的な調査を記録したものである。著者ら自身のフィールドワークと実験、および既存の文献をもとに、300以上の言語の母音と子音の調音と音響を記述している。音声学の分野では著名な参考文献である。
本書の目的と基礎となる枠組みの議論に続いて、音の記述は、閉鎖音、鼻音および鼻音化された子音、摩擦音、側面音、R音、吸着音、母音、ならびに複合的な調音動作の章に分けられ、その後、データの音韻論的な意味合いについての議論が続く。